# Liste des diffuseurs des Jeux olympiques d'hiver de 2014
Cet article présente la liste des diffuseurs des Jeux olympiques d'hiver de 2014.